# Malique Smith
Malique Smith (* 9. November 1997 auf Saint Croix) ist ein Leichtathlet von den Amerikanischen Jungferninseln, der sich auf den Hürdenlauf spezialisiert hat.

## Sportliche Laufbahn
Erste Erfahrungen bei internationalen Meisterschaften sammelte Malique Smith bei den CARIFTA Games 2015 in Basseterre, bei denen er in 1:58,47 min den achten Platz im 800-Meter-Lauf in der U20-Altersklasse belegte. Anschließend schied er bei den Panamerikanischen Juniorenmeisterschaften in Edmonton mit 2:00,50 min im Vorlauf aus. Im Jahr darauf gelangte er bei den CARIFTA Games in St. George’s mit 1:55,54 min auf den fünften Platz über 800 Meter und 2018 schied er bei den Zentralamerika- und Karibikspielen (CAC) in Barranquilla mit 1:52,86 min im Vorlauf aus. Er studierte an der University of Arkansas at Pine Bluff in den Vereinigten Staaten und belegte 2019 bei den U23-NACAC-Meisterschaften in Santiago de Querétaro in 52,05 s den siebten Platz im 400-Meter-Hürdenlauf. Über diese Distanz startete er anschließend bei den Weltmeisterschaften in Doha und schied dort mit 59,45 s in der ersten Runde aus. Nach einer zweijährigen Wettkampfpause schied er 2022 bei den Hallenweltmeisterschaften in Belgrad mit 51,98 s im Vorlauf über 400 Meter aus und kam bei den NACAC-Meisterschaften in Freeport in der Vorrunde über 400 m Hürden nicht ins Ziel. Im Jahr darauf schied er bei den Weltmeisterschaften in Budapest mit 50,86 s erneut in der ersten Runde aus und im November verpasste er bei den Panamerikanischen Spielen in Santiago de Chile mit 51,47 s den Finaleinzug. 2024 schied er bei den Hallenweltmeisterschaften in Glasgow mit 49,68 s im Vorlauf über 400 Meter aus.
In den Jahren 2019 und 2023 wurde Smith Landesmeister im 200-Meter-Lauf sowie über 400 m Hürden.

## Persönliche Bestleistungen
- 200 Meter: 21,62 s (−1,4 m/s), 9. Juli 2023 in Saint Croix
- 400 Meter: 48,31 s, 5. Mai 2018 in Prairie View
- 800 Meter: 1:51,90 min, 15. Juli 2017 in Leonora
- 400 m Hürden: 50,55 s, 29. Juli 2023 in Nassau